# Engageante (vêtement)
Pour les articles homonymes, voir Engageante.
Les engageantes sont des manchettes de femme, en lingerie ou dentelle. Elles ont été portées aux XVIIIe siècle et XIXe siècle, avec un bref regain d'intérêt au XXe siècle.

## Description

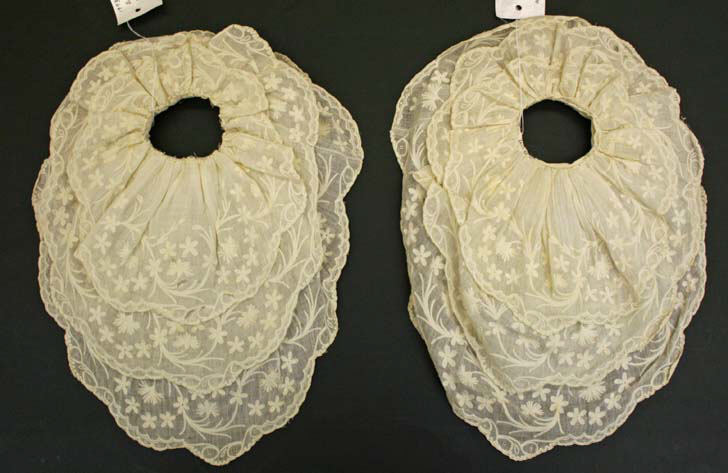
Engageantes. Date de fabrication : vers 1750. The Met
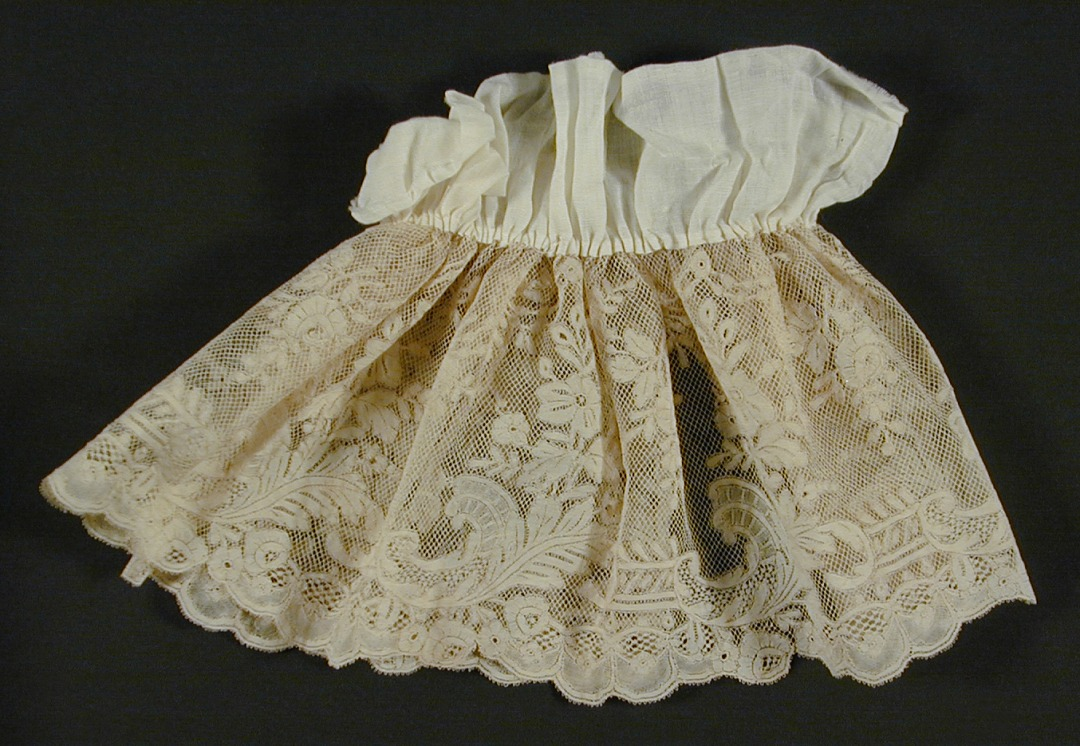
Vers 1850-1870. LACMA
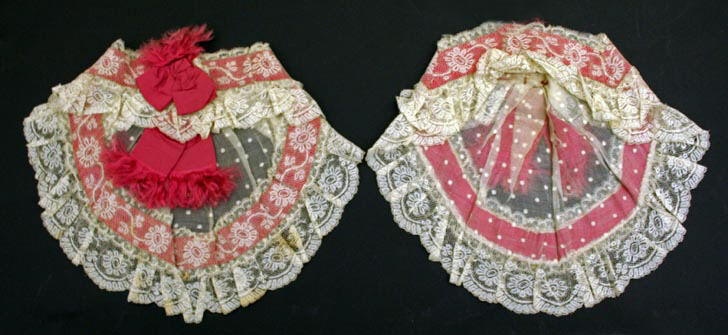
Vers 1870. The Met

Les engageantes sont des manches détachables qui étaient portées sous les manches plus larges d'un corsage ou d'une robe de femme. Elles ne faisaient pas partie d'un sous-vêtement tel qu'une chemise, mais étaient des éléments indépendants.
Au XVIIIe siècle, les engageantes prennent la forme de volants ou de volants de lin, de coton ou de dentelle, fixés aux manches qui descendent jusqu'aux coudes, alors à la mode.
Au milieu du XIXe siècle, le terme "engageante" était utilisé pour désigner des fausses manches séparées, généralement pleines et resserrées au poignet, portées sous les manches "pagode" en forme de cloche ouverte des robes de jour. Cette mode est réapparue brièvement juste après le début du XXe siècle.

## Dans l'art

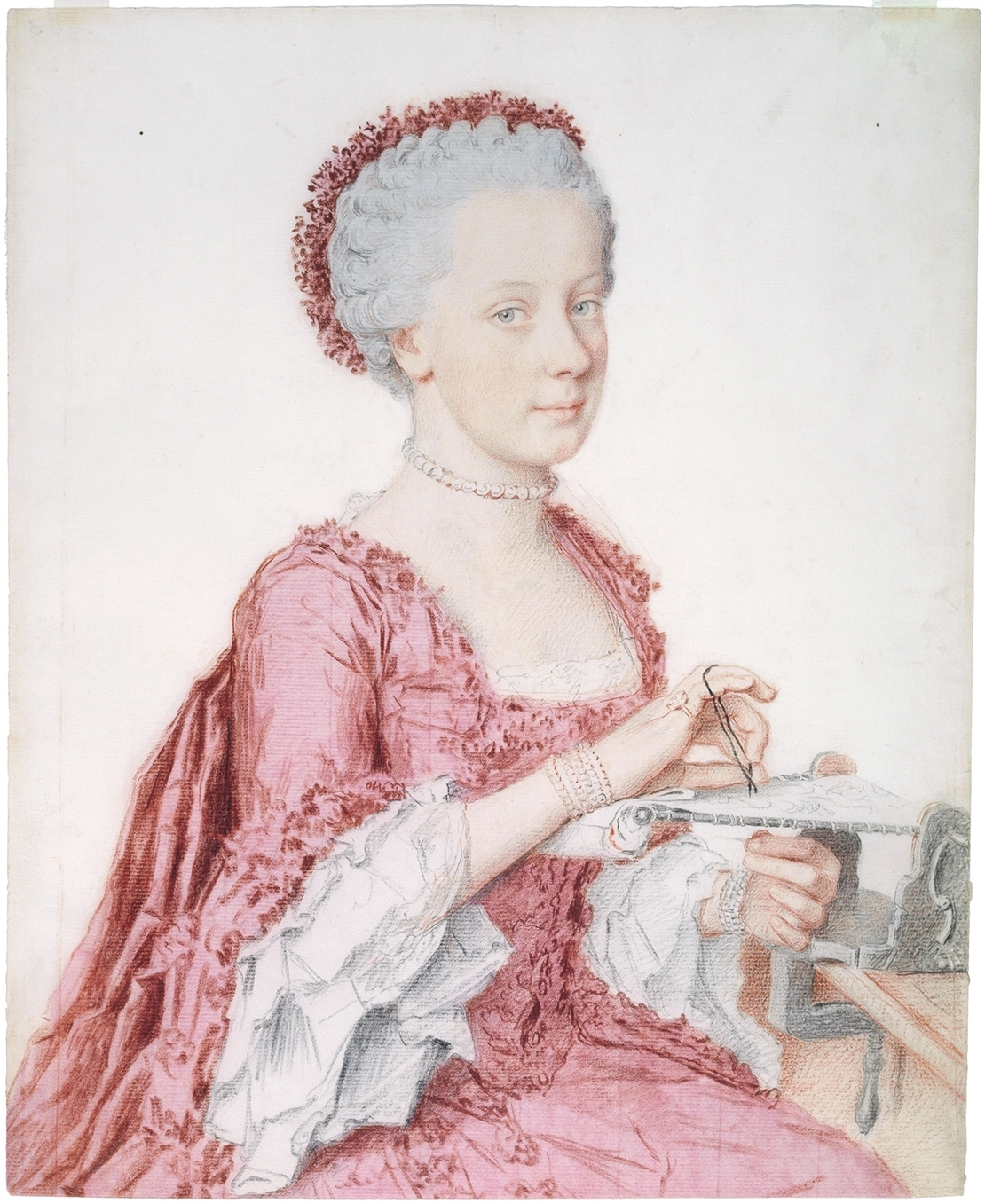
Portrait d’Archduchess Maria Amalia of Austria, Jean-Étienne Liotard
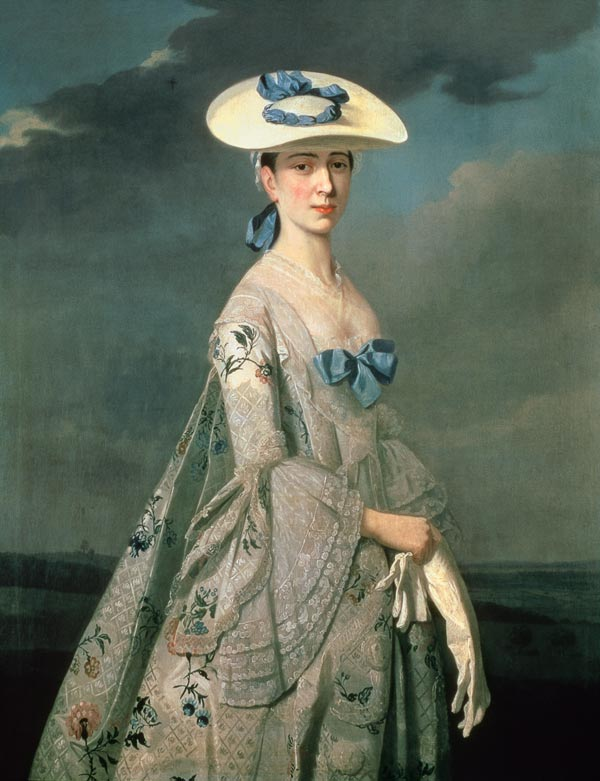
Portrait of Eleanor Frances Dixie, daughter of Wolstan Dixie, 4th Baronet de Henry Pickering
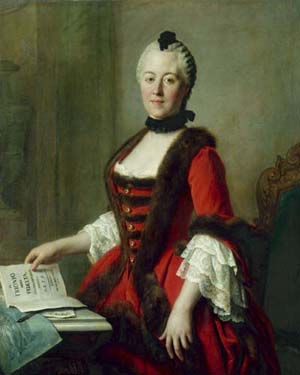
Portrait de Marie-Antoinette de Bavière dans un costume inspiré de la tenue polonaise, tenant un livret de son opéra , Pietro Rotari
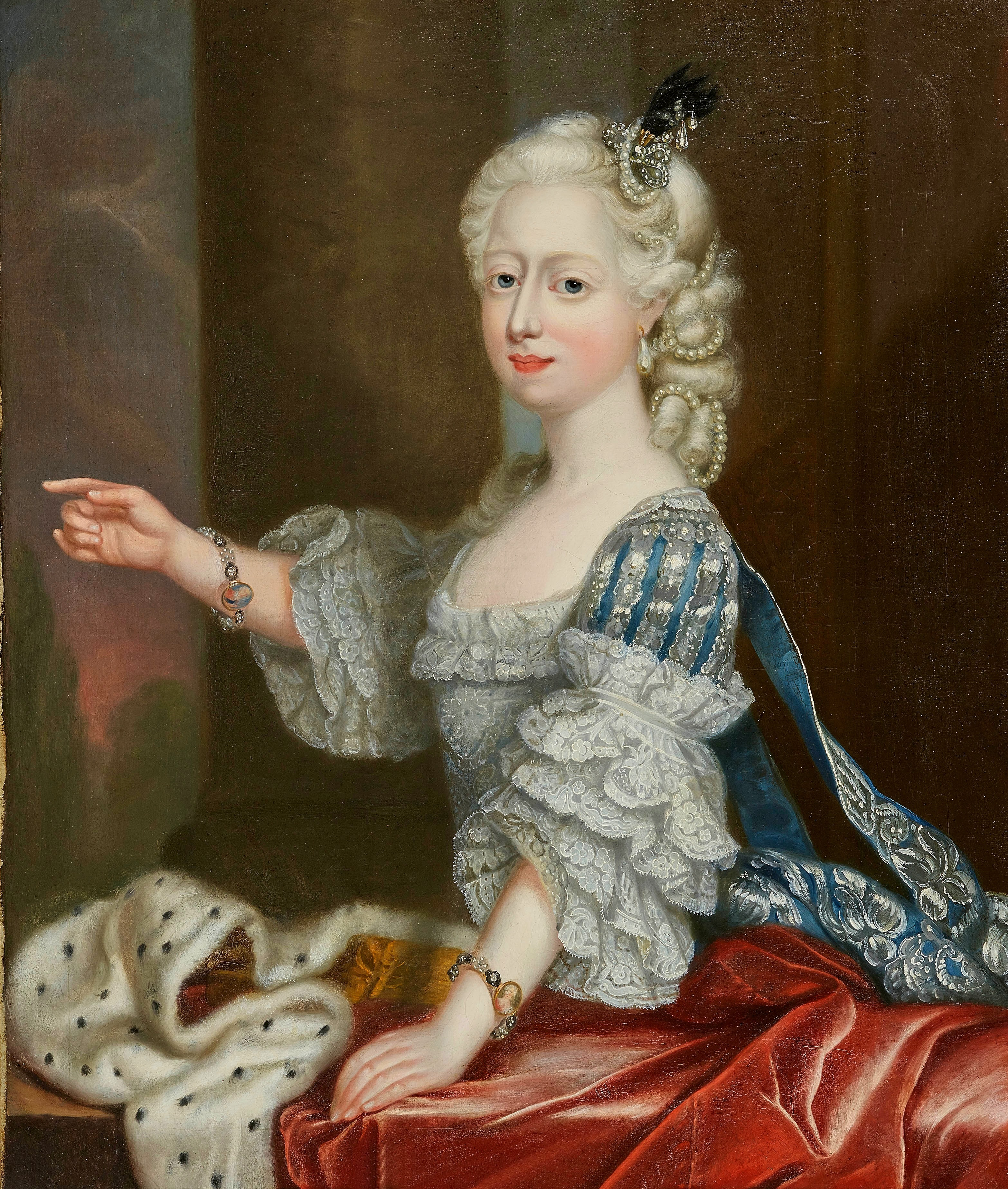
Portrait d’Augusta de Hanovre, Thomas Frye

## Dans la littérature
« Des manches qui finissent au coude, avec des dentelles qui pendent et qu'elle trempe régulièrement dans les sauces. Ça s'appelle des « engageantes », il paraît, parce que ma mère lui dit toujours : « Prenez garde, mademoiselle... vous saucez vos engageantes... » »

— Gyp, Souvenirs d'une petite fille

« il lui était arrivé par jeu, par une inspiration de Satan, de voler à sa grand-mère une engageante, une de ces dentelles que les femmes portaient en manchettes »

— Jean Anglade, Le Saintier

« Le caractère lorrain ne fait pas de doute pour ce qui concerne la délicate manche à trois étages, dite « engageante », exposée à l’entrée, dans la petite vitrine nº 8bis. Cette manche, malheureusement dépareillée aujourd’hui, fut brodée pour une maîtresse de Louis XV, dans un couvent de Nancy. »

— Eugène Van Overloop, La dentelle : guide du visiteur